# Мильман, Адольф Израилевич
Адольф Израилевич Мильман (1886 или 1888, Кишинёв, Бессарабская губерния — 15 января 1930, Париж) — русский художник, участник художественного объединения «Бубновый валет».

## Биография
Родился в многодетной семье Срула Абрамовича Мильмана (1854—1919) и Эстер Шмерелевны Вакман (?—1922), дочери оргеевского купца. Учился в кишинёвском коммерческом училище. В начале 1900-х годов семья переехала в Москву, где Адольф Мильман поступил в Московское училище живописи, ваяния и зодчества. С 1904 года занимался в студии-мастерской Ильи Машкова, с которым вскоре сдружился. В студии сблизился также с Р. Р. Фальком.
С 1911 года — участник ревизионной комиссии объединения «Бубновый валет». Выставлялся на групповых экспозициях объединения в 1912—1914 годах. В октябре 1917 года покинул объединение и вместе с Р. Фальком, А. Лентуловым, В. Рождественским и другими присоединился к «Миру искусства».

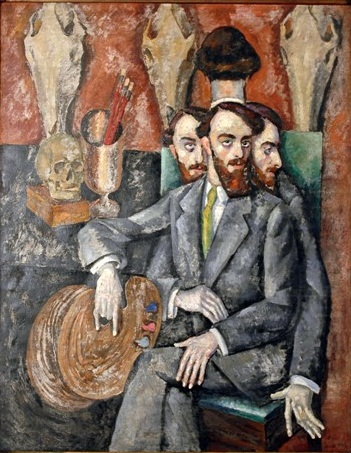
Тройной портрет Адольфа Мильмана работы И. И. Машкова (1916)

В 1912—1917 годах преподавал в частной студии живописи и рисунка Ильи Машкова. Заболел туберкулёзом и с 1914 года ежегодно ездил на лечение в посёлок Отузы в Крыму. В 1918 году принимает участие в организации Отдела изобразительных искусств при Наркомпросе. В том же году Адольф Мильман переезжает в Киев, где среди его учеников были П. Челищев и С. Юткевич. Затем до 1920 года жил в городе Судак (Крым). В это же время заболел «летаргическим энцефалитом» (возможно, энцефалит фон Экономо). Единственная персональная выставка прошла в 1920 году в Феодосии.
С 1921 года жил в Париже, где ещё выставлялся на протяжении последующих нескольких лет (до 1924 года), однако с 1922 года больше не рисовал. В 1920—1922 годах учеником А. Мильмана был канадский художник Эдвин Холгейт. Последние восемь лет жизни был прикован к постели, потеряв дар речи. Похоронен на кладбище Монпарнас.

## Семья
- Жена — Валентина Папандо (1888 — после 1974).
- Племянник (сын его брата Владимира Сергеевича Мильмана, 1873—1944) — Марк Владимирович Мильман (1910—1995), музыкальный педагог, пианист и композитор, профессор кафедры камерного ансамбля и квартета Московской консерватории.